# Monte Robinson
El monte Robinson es, con 680 m s. n. m., la segunda mayor elevación de la isla Gran Malvina en las islas Malvinas. Anteriormente fue denominada monte Independencia hasta que se descubrió que el monte Adam es más alto y se cambió el nombre de este último; suelen ocurrir confusiones. Cerca de este monte nace el río Warrah.